# Tính từ tiếng Tây Ban Nha
Tính từ tiếng Tây Ban Nha giống với hầu hết các ngôn ngữ Ấn-Âu khác. Chúng thường đứng sau danh từ, và chúng tuân theo giống và số lượng của danh từ.

## Biến tố và sử dụng
Tính từ tiếng Tây Ban Nha có thể được chia thành hai nhóm lớn: nhóm mà dạng cơ sở, có thể thấy trong từ điển kết thúc với -o, và loại không kết thúc như vậy. Loại đầu tiên thường biến đổi theo giống và số lượng; loại thứ hai chỉ biến đổi theo số lượng. Ví dụ, frío ("lạnh"), biến đổi theo cả giống và số lượng. Khi nó được sử dụng với danh từ số ít giống đực, hình thức số ít giống đực frío được sử dụng. Khi nó được sử dụng với danh từ số ít giống cái, nó trở thành fría; -a thường là kết thúc số ít giống cái cho động từ biến đổi theo giống. Khi nó được sử dụng với danh từ số nhiều giống đực, nó trở thành fríos, và khi nó được sử dụng với danh từ số nhiều giống cái, nó trở thành frías; -s là chữ cái đánh dấu số nhiều cho cả giống đực và giống cái. Do đó:
- frío ("lạnh") → frío, fría, fríos, frías
- pequeño ("nhỏ") → pequeño, pequeña, pequeños, pequeñas
- rojo ("đỏ") → rojo, roja, rojos, rojas

Tuy nhiên tính từ mà dạng cơ sở không kết thúc với -o, biến đổi theo cách khác. Những tính từ này hầu như luôn luôn chỉ biến đổi theo số lượng. -s lại một lần nữa là chữ cái đánh dấu số nhiều, và nếu dạng cơ sở kết thúc với một phụ âm, kết thúc trở thành -es trong hình thức số nhiều. Do đó:
- caliente ("nóng") → caliente, caliente, calientes, calientes
- formal ("trang trọng") → formal, formal, formales, formales
- verde ("xanh lá cây") → verde, verde, verdes, verdes

Việc phân chia này là một cách tổng quát hóa. Tuy nhiên có nhiều ví dụ, như là tính từ español, thuộc loại tính từ có dạng cơ sở không kết thúc với -o nhưng nó kết thúc với -a với số ít giống cái cũng như -as với số nhiều giống cái, vì vậy nó có bốn hình thức: español, española, españoles, españolas. Cũng có những tính từ hoàn toàn không biến đổi (thường là từ mượn từ các ngôn ngữ khác, như là từ beige trong tiếng Pháp (cũng được Tây Ban Nha hóa thành beis)).
Tính từ tiếng Tây Ban Nha rất giống với danh từ và thường có thể thay thế cho nhau. Ví dụ:
- El rojo va aquí/acá, ¿no? = "Có phải cái màu đỏ chạy đến đây không?"
- Tenemos que tirar las estropeadas = "Chúng ta phải vứt những cái vỡ đi"

Tính từ số ít giống đực cũng có thể được sử dụng với mạo từ trung tính lo để quan trọng hóa "thứ [tính từ], phần [tính từ]". Do đó:
- lo extraño = "cái lạ, phần lạ"
- lo inusual = "cái bất thường, phần bất thường"

Tính từ bất quy tắc trong tiếng Tây Ban Nha là những tính từ có hình thức so sánh hơn bất quy tắc, và chỉ có bốn từ như vậy.
Tính từ tiếng Tây Ban Nha thường đứng sau danh từ. Do đó el libro largo ("quyển sách dài"), la casa grande ("ngôi nhà lớn"), los hombres altos ("anh chàng cao"), v.v. Tuy nhiên cũng có một số lượng nhỏ tính từ, bao gồm tất cả số thứ tự cũng như các từ như otro ("khác") và todo ("tất cả"), mà phải đặt trước danh từ chúng chia theo. Cũng có một số lượng nhỏ tính từ có thể đặt trước hoặc sau danh từ mà thay đổ nghĩa tùy theo vị trí, và một số tính từ đặc biệt tạo thành một cụm từ cụ thể với danh từ (VD: oscura noche ("trời tối"), alta montaña ("núi cao")), có thể đặt trước hoặc sau danh từ với thay đổi nhỏ về nghĩa.

### Hiện tượng bớt âm cuối
Một số lượng nhỏ tính từ có hình thức bớt âm cuối: hình thức mà trong đó một hoặc hai chữ cái cuối được bớt đi trong một số trường hợp cụ thể. Chúng là:
| Hình thức cơ sở                                             | Hình thức bớt âm cuối | Trường hợp |
| ----------------------------------------------------------- | --------------------- | --- |
| alguno ("một số")                                           | algún                 | trước danh từ số ít giống đực |
| bueno ("tốt")                                               | buen                  | trước danh từ số ít giống đực |
| ciento ("một trăm")                                         | cien                  | trước danh từ, trong hợp số, trước số lớn hơn hoặc bằng triệu ("nghìn")                                                                  |
| cualquiera ("bất cứ cái gì", số ít) cualesquiera (số nhiều) | cualquier cualesquier | trước danh từ |
| grande ("to, lớn")                                          | gran                  | trước danh từ số ít |
| malo ("tồi")                                                | mal                   | trước danh từ số ít giống đực |
| ninguno ("không, không một ai")                             | ningún                | trước danh từ số ít giống đực |
| primero ("thứ nhất")                                        | primer                | trước danh từ số ít giống đực |
| tercero ("thứ ba")                                          | tercer                | trước danh từ số ít giống đực |
| uno ("một")                                                 | un                    | trước danh từ số ít giống đực; cũng sử dụng thay cho una trong một số trường hơp (quy tắc tương tự cũng áp dụ với veintiuno ("hai mốt")) |

Hình thức bớt âm cuối được sử dụng kể cả khi tính từ này không trực tiếp đứng trước danh từ: algún fresco pan ("một số bánh mì tươi"), el primer gran árbol ("cái cây to đầu tiên"), ningún otro hombre ("không một chàng trai nào khác"), v.v. Trong trường hợp của grande, là tính từ bớt âm cuối duy nhất với hình thức so sánh hơn và so sánh nhất bình thường (más grande và el más grande, lần lượt), hình thức so sánh hơn và so sánh nhất cũng biểu hiện giống câu khẳng định: la más gran casa nhưng la casa más grande, el más gran coche de los dos nhưng el coche más grande de los dos, v.v. Tuy nhiên nếu liên từ chen vào giữa tính từ và danh từ, hình thức bớt âm cuối không được sử dụng: esta grande y bella casa ("cái này to và đẹp này"), el primero o segundo día ("ngày đầu tiên hoặc thứ hai"), v.v.

## Từ thay đổi nghĩa
Một vài tính từ thay đổi nghĩa phụ thuộc vào vị trí của chúng: trước hay sau danh từ. Chúng là:
| Trước danh từ  | Từ            | Sau danh từ        |
| -------------- | ------------- | ------------------ |
| trước đây      | antiguo       | cổ                 |
| cụ thể         | cierto        | chắc chắn          |
| lời chửi rủa   | dichoso       | may mắn, hạnh phúc |
| vĩ đạ          | grande (gran) | lớn                |
| một nửa        | medio         | trung bình         |
| giống          | mismo         | chính nó           |
| khác, cái khác | nuevo         | mới                |
| không may      | pobre         | nghèo              |
| sở hữu         | propio        | chính xác          |
| tuyệt đối      | puro          | nguyên chất        |
| chỉ            | único         | độc đáo            |
| cũ             | viejo         | già                |

## So sánh hơn và so sánh nhất
So sánh hơn thường được thể hiện với trạng từ más ("nhiều hơn") và menos ("ít hơn") theo sau bởi tính tì; mục tiêu so sánh được đưa vào sau từ que ("than") đứng sau tính từ. Ví dụ, X es más grande que Y ("X lớn hơn Y"). So sánh nhất (in the cross-linguistic, semantic sense) cũng được thể hiện bởi trạng từ más và menos, nhưng lần này có một mạo từ xác định đi trước danh từ: la persona más interesante ("người thú vị nhất"); mục tiêu so sánh được đưa vào với giới từ de. Tính từ bueno ("tốt"), malo ("xấu"), joven ("trẻ"), và viejo ("già") có hình thức so sánh hơn bất quy tắc: mejor ("tốt hơn"), peor ("xấu hơn"), menor ("trẻ hơn"), và mayor ("già hơn"). Mejor và peor được đặt trước danh từ mà chúng chia theo: la mejor cosa, ("thứ tốt nhất"), el peor libro ("cuốn sách tồi nhất"), v.v.
Vì mạo từ xác định cùng với más hoặc menos là đặc điểm nhận biết của so sánh nhất, so sánh hơn không phân biệt được với so sánh nhất về mặt ngữ pháp khi sử dụng cùng nhau; có một cụm từ hạn định bổ sung như là de los dos ("một trong hai") phải được sử dụng để chỉ rằng tính từ nào là so sánh hơn mà không phải là so sánh nhất.

## Từ phóng đại
Thay vì thêm muy ("rất") vào trước tính từ, có thể thêm từ phóng đại vào để nhấn mạnh một ý tưởng. Nó bao gồm hậu tố -ísimo. Hình thức này bắt nguồn từ từ phóng đại trong tiếng Latinh.
Hình thức thường
- muy rápido → rapidísimo
- muy guapas → guapísimas
- muy rica → riquísima
- muy lento → lentísimo
- muy duro → durísimo

Hình thức bất quy tắc
- muy antiguo → antiquísimo
- muy inferior → ínfimo
- muy joven → jovencísimo
- muy superior → supremo
- muy bueno → óptimo (buenísimo phổ biến hơn, và hiếm khi cũng có bonísimo)
- muy malo → pésimo (malísimo phổ biến hơn)
- muy grande → máximo* (grandísimo phổ biến hơn)
- muy pequeño → mínimo* (pequeñísimo phổ biến hơn)

*Hai hình thức này giữ nguyên nghĩa của so sánh nhất: không phải "rất" mà là "nhất".
Các hình thức bất quy tắc trong phong cách văn chương cao nhưng không bắc quy tắc lúc thông thường
- muy amigo → amicísimo/amiguísimo
- muy áspero → aspérrimo/asperísimo
- muy benévolo → benevolentísimo/không được sử dụng
- muy célebre → celebérrimo/không được sử dụng
- muy cruel → crudelísimo/cruelísimo
- muy fácil → facílimo/facilísimo
- muy fiel → fidelísimo/fielísimo
- muy frío → frigidísimo/friísimo
- muy íntegro → integérrimo/integrísimo
- muy libre → libérrimo/librísimo
- muy magnífico → magnificentísimo/không được sử dụng
- muy mísero → misérrimo/not used
- muy munífico → munificentísimo/không được sử dụng
- muy pobre → paupérrimo/pobrísimo
- muy sabio → sapientísimo/không được sử dụng
- muy sagrado → sacratísimo/không được sử dụng

Các hình thức không còn được coi là phóng đại
- muy agrio ("rất đắng") → acérrimo ("mạnh, đáng ghen tị, phát cuồng")

Việc thêm -ísimo vào danh từ không phổ biến, nhưng có trường hợp nổi tiếng nhất là Generalísimo.
Như trong tiếng Anh và các ngôn ngữ bị ảnh hưởng bởi nó, có một loại từ phóng đại theo cách nói tuổi teen có thể được hình thành với tiền tố super-, hoặc đôi khi hiper-, ultra-, re- hoặc requete-. Chúng cũng có thể được viết thành một trạng từ riêng biệt khỏi tính từ chính.
- Superlargo hoặc súper largo = "siêu dài", "quá dài"